# Aegithalos fuliginosus
El mito cuelliblanco (Aegithalos fuliginosus) es una especie de ave paseriforme de la familia Aegithalidae endémica de China. Su hábitat natural son los bosques templados.